# Changxin Memory Technologies
Changxin Memory Technologies Inc. («Чансинь») — китайская компания электронной промышленности, крупнейший в стране разработчик и производитель чипов памяти DRAM под брендом CXMT. Штаб-квартира расположена в городе Хэфэй.

## История
Компания Innotron Memory основана в 2016 году благодаря инвестициям Hefei Industrial Investment Fund и GigaDevice. В 2017 году началось строительство первой фабрики в городе Хэфэй (введена в эксплуатацию в 2018 году). В июле 2018 года основатель GigaDevice Чжу Имин возглавил Innotron Memory (позже производственная компания была переименована в Changxin Memory Technologies, а материнская холдинговая компания сохранила название Innotron Memory). В 2019 году CXMT приобрела международные патенты немецкой компании Qimonda и начала массовый выпуск 8-гигабайтных модулей DDR4; в декабре 2021 года компания начала строительство второй фабрики в Пекине.
В первой половине 2022 года завершилось строительство фабрики в Пекине и второй фабрики в Хэфэе; кроме того, в том же 2022 году власти США внесли чипы памяти CXMT в санкционный список. В середине 2023 года Changxin Memory Technologies завершила реструктуризацию акционеров, чтобы подготовиться к потенциальному выходу на биржу, однако позже отложила IPO из-за неблагоприятных рыночных условий. В октябре 2023 года государственный China Integrated Circuit Industry Investment Fund и два других государственных инвестора вложили 5,4 млрд долларов в дочерний стартап Changxin Xinqiao Memory Technologies (Хэфэй).

## Деятельность
Changxin Memory Technologies разрабатывает и производит чипы памяти DRAM для компьютеров, ноутбуков, планшетов, смартфонов, умных часов, серверов, рабочих станций, ресиверов и устройств виртуальной реальности, включая чипы для модулей оперативной памяти LPDDR5, LPDDR4X, DDR4 и DDR5. Производственные мощности CXMT расположены в городах Хэфэй и Пекин, научно-исследовательский центр — в Хэфэе, филиалы — в городах Шанхай, Шэньчжэнь, Гонконг и Сиань, а также в Японии.
Основными конкурентами Changxin Memory Technologies на рынке DRAM являются компании Samsung Electronics, SK Hynix, Micron Technology и Nanya Technology.